# Caponia capensis
Caponia capensis är en spindelart som beskrevs av William Frederick Purcell 1904. Caponia capensis ingår i släktet Caponia och familjen Caponiidae. Inga underarter finns listade.